# José Manuel Barbosa Alves
José Manuel Barbosa Alves, meglio noto come José Coelho (Paços de Ferreira, 4 febbraio 1990), è un ex calciatore portoghese, di ruolo centrocampista.

## Carriera

### Club
Ha giocato nella massima serie dei campionati portoghese, moldavo ed indonesiano.